# Molinos de Sangulí
Molinos de Sangulí es una localidad peruana ubicada en el distrito de Ayabaca, perteneciente a la provincia homónima del departamento de Piura, al norte del Perú. 

## Ubicación
Molinos de Sangulí se ubica al norte de la provincia de Ayabaca, en el distrito de Ayabaca, en el departamento de Piura.

## Demografía
En 2017 Molinos de Sangulí tenía una población de 49 habitantes.